# Jamel Zabi
Jamel Zabi, né le 19 juin 1975, est un ancien footballeur tunisien qui a joué comme attaquant.
Il a disputé cinq matchs pour l'équipe de Tunisie en 2001 et 2002. Il est également sélectionné avec l'équipe pour la coupe d'Afrique des nations 2002.